# Федеральное министерство казначейства Германии
Федеральное министерство казначейства (нем. Bundesschatzministerium) было министерством Федеративной Республики Германии. Оно было основано в 1949 году как Федеральное министерство по делам плана Маршалла. Это название было выбрано потому, что его первоначальная роль заключалась в регулировании вопросов, касающихся Европейской программы восстановления, известной в просторечии как план Маршалла. В этом контексте онo должно было работать, в частности, с ОEСР (организация-предшественница сегодняшней ОЭСР). После истечения срока действия плана Маршалла оно было переименовано в Федеральное министерство по экономическому сотрудничеству (не путать с сегодняшним Федеральным министерством экономического сотрудничества и развития) в ходе формирования второго Федерального кабинета министров. Даже когда больше не было доступа к средствам из Программы восстановления Европы, его задачей оставалось восстановление разрушенной войной Европы.
В 1957 году название снова было изменено — на Федеральное министерство по экономическому имуществу Федерации. Министр Ленц, вступивший в должность в 1961 году, стал первым Федеральным министром казначейства. В 1969 году министерство было упразднено. Его задачи были частично переданы Федеральному министерству финансов, частично — Федеральному министерству экономики. Строительные задачи были переданы от Минфина Федеральному министерству строительства в 1972 году.
Резиденция министерства находилась в Доме Карстаньенов в Бад-Годесберге.

## Министры

Герб ФРГ

### Министр по делам плана Маршалла ФРГ, 1949—1953
| Имя          | Дата вступления в должность | Дата снятия с должности | Партия |
| ------------ | --------------------------- | ----------------------- | ------ |
| Франц Блюхер | 20 сентября 1949            | 20 октября 1953         | СвДП   |

### Министры по экономическому сотрудничеству ФРГ, 1953—1957
| Имя          | Дата вступления в должность | Дата снятия с должности | Партия                           |
| ------------ | --------------------------- | ----------------------- | -------------------------------- |
| Франц Блюхер | 20 октября 1953             | 29 октября 1957         | СвДП (до 1956) СНП / НП (с 1956) |

### Министры по экономическому имуществу Федерации, 1957—1961
| Имя              | Дата вступления в должность | Дата снятия с должности | Партия |
| ---------------- | --------------------------- | ----------------------- | ------ |
| Херрманн Линдрат | 29 октября 1957             | 27 февраля 1960         | ХДС    |
| Ганс Вильхельми  | 4 мая 1960                  | 14 ноября 1961          | ХДС    |

### Министры казначейства ФРГ, 1961—1969
| Имя              | Дата вступления в должность | Дата снятия с должности | Партия |
| ---------------- | --------------------------- | ----------------------- | ------ |
| Ганс Ленц        | 14 ноября 1961              | 19 ноября 1962          | СвДП   |
| Вернер Доллингер | 14 декабря 1962             | 30 ноября 1966          | ХСС    |
| Курт Шмюкер      | 1 декабря 1966              | 21 октября 1969         | ХДС    |